# مأمور مخفی (فیلم ۱۹۳۶)
مامور مخفی (انگلیسی: Secret Agent) فیلمی در ژانر دلهره آور جاسوسی به کارگردانی آلفرد هیچکاک است که در سال ۱۹۳۶ منتشر شد. از بازیگران آن می‌توان به جان گیلگد، پیتر لوری، رابرت یانگ، لیلی پالمر و تام هلمور اشاره کرد.